# دونهام جونز كرين
دونهام جونز كرين هو دبلوماسي وسياسي أمريكي، ولد في 28 فبراير 1831، وتوفي في 17 مايو 1908. انتخب عضو جمعية ولاية نيويورك ‏.